# Save Your Kisses for Me

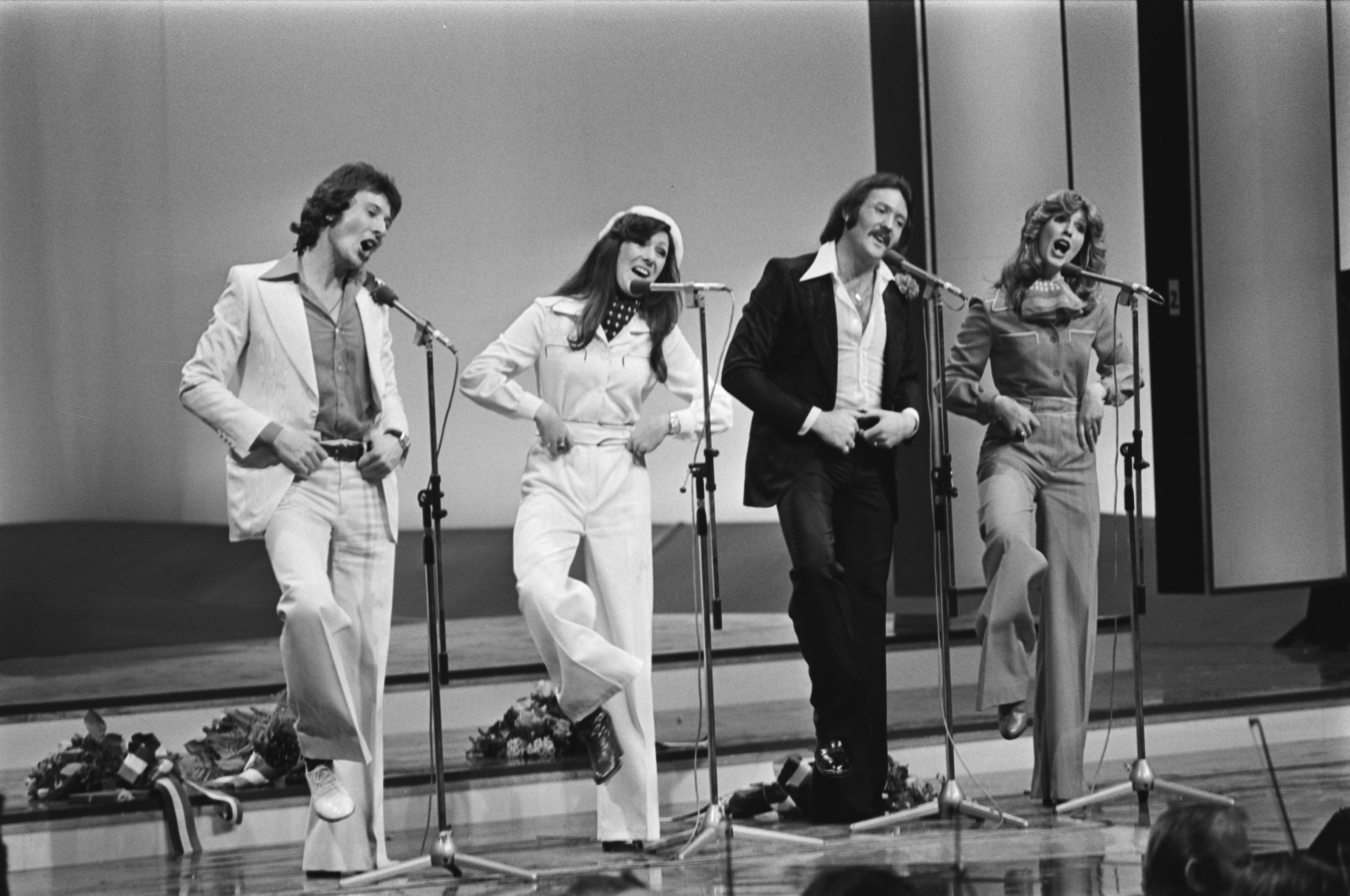
imagem da Eurovision de 1976

"Save Your Kisses for Me"(Guarda os teus beijos para mim)  foi a canção vencedora do Festival Eurovisão da Canção 1976, em representação do Reino Unido, interpretado em inglês pela banda Brotherhood of Man . A canção tinha letra e música  de Tony Hiller,Lee Sheriden e Martin Lee, tendo sido orquestrada pelo maestro Alyn Ainsworth.
A canção britânica foi a primeira a ser interpretada na noite do festival, antes da canção Suíça Djambo, Djambo, interpretada pela banda Peter, Sue & Marc. No final, ficou em primeiro lugar, tendo conquistado 164 pontos (mais 17 pontos que  a canção francesa que terminou em segundo lugar. De referir que obteve a pontuação máxima de 9 países.
De acordo com John  Kennedy O'Connor (2007) na obra "The Eurovision Song Contest - The Official History foi a canção vencedora do Festival Eurovisão da Canção que mais vendeu na Europa e no resto do mundo, atingindo mesmo o 1º lugar nos Estados Unidos da América, no top US Adult Comntemporary.
A canção descreve as emoções de um  jovem que deixa a sua amada de manhã para ir trabalhar.

## Top de Vendas
| País                      | Posição |
| ------------------------- | ------- |
| UK                        | 1       |
| Bélgica                   | 1       |
| França                    | 1       |
| Países Baixos             | 1       |
| Noruega                   | 1       |
| Irlanda                   | 1       |
| Alemanha                  | 2       |
| Suíça                     | 2       |
| Áustria                   | 3       |
| África do Sul             | 4       |
| Suécia                    | 6       |
| Estados Unidos da América | 27      |
| US Adult Contemporary     | 1       |

## Faixas
1. Lado A: "Save Your Kisses for Me" (Tony Hiller / Lee Sheriden / Martin Lee) 3:06
2. Lado B: "Let's Love Together" (Hiller / Sheriden / Lee / Sandra Stevens) 2:57